# 飛馬座級水翼飛彈巡邏艇
飛馬座級水翼飛彈巡邏艇是美國海軍於1977年至1993年間服役的一系列快速攻擊巡邏艇。該級艦艇採用"PHM"代號，意為"導彈巡邏水翼艇"（Patrol Hydrofoil, Missile）。飛馬級最初設計用於執行北約在北海與波羅的海的作戰任務，後因德國、義大利等其他北約國家海軍退出合作計劃，美國海軍最終獨自採購了六艘該型艇，並在加勒比海地區執行緝查毒品以及沿岸巡邏等任務。

## 發展

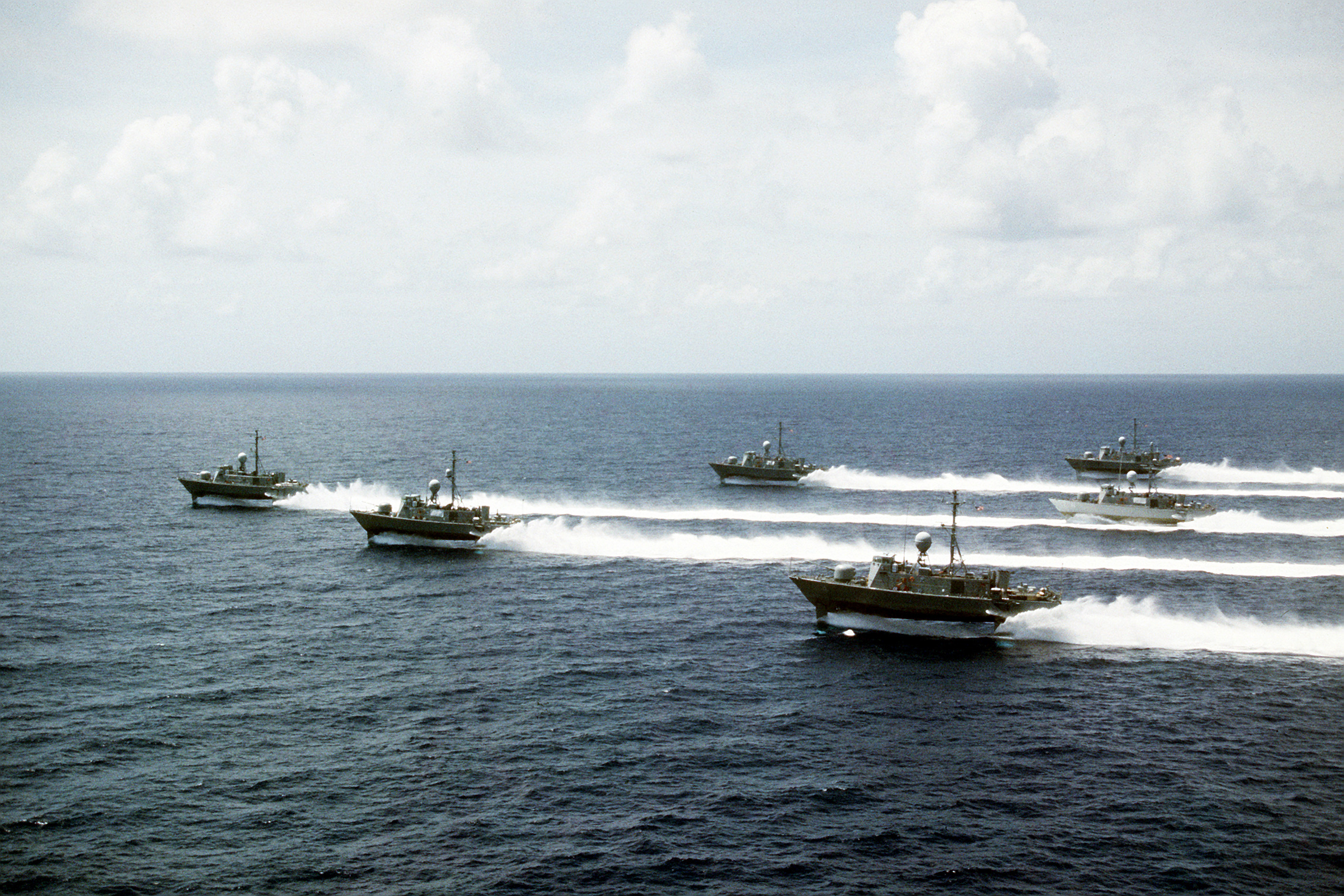
全部出勤的天馬級

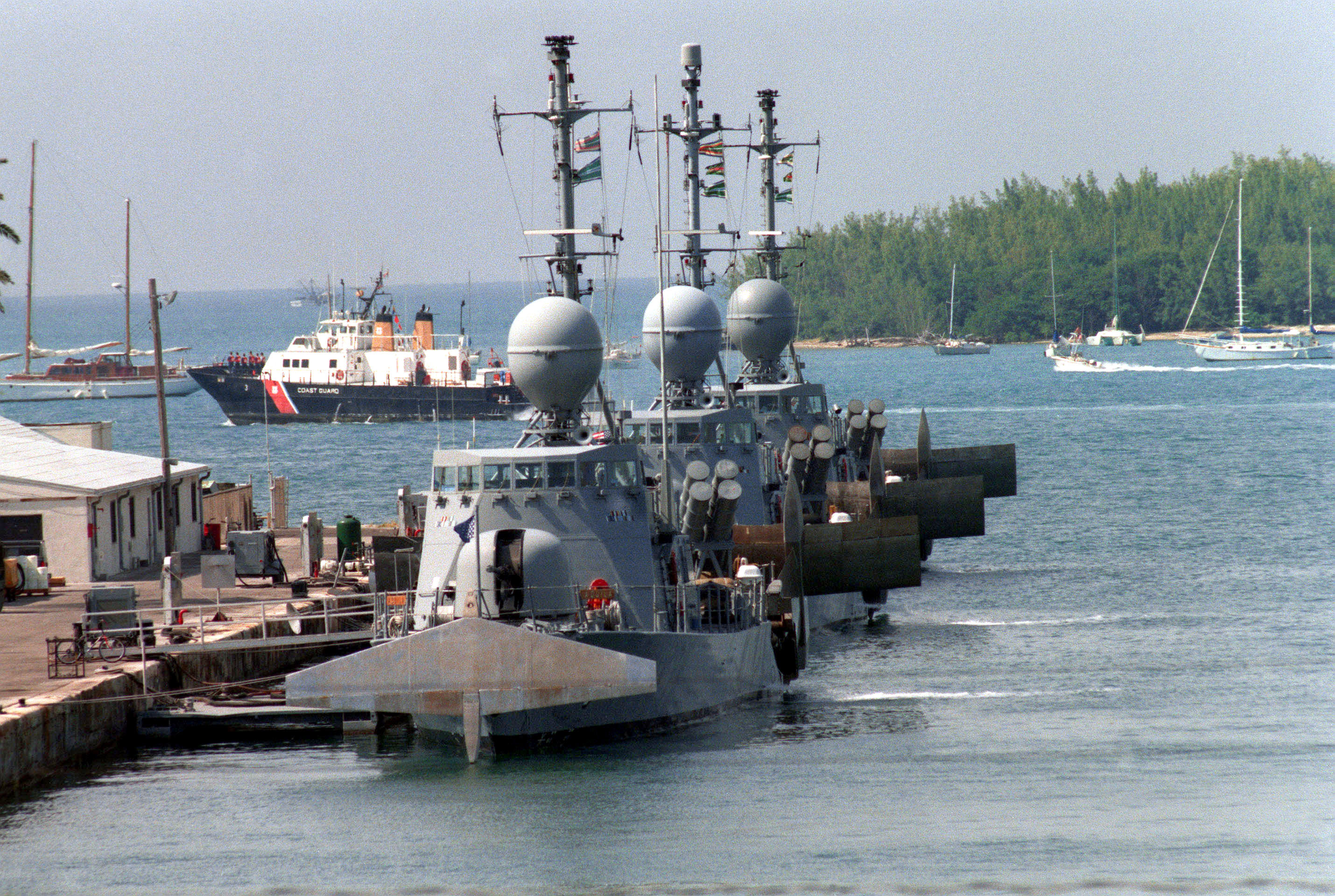

1960年代末期，北約組織為因應大量部署於華沙公約組織國家的蚊子級與黃蜂級導彈快艇，因此開始研發一款相對應的小型高速艦艇，並在評估後決定採用水翼艇設計。
1970年，新任美國海軍作戰部長艾爾默·朱瓦特上將為了以成本效益較高的方式增加海軍水面艦艇數量，決定讓美國加入北約的水翼艇計劃。美國海軍提出PHM設計作為北約標準，並於1972年訂購兩艘原型艇。當時義大利海軍與西德聯邦海軍已簽署參與意向書，其他北約成員如英國皇家海軍與加拿大海軍也對該計劃進行評估。美國原計劃採購30艘PHM，其中西德10艘、義大利4艘。
然而在朱瓦特退役後，美國海軍將PHM計劃的經費轉用於建造大型艦艇，導致首艘飛馬號的建造進度延後，其他同級艦的建造工作更遭到擱置。最終在美國國會的要求下，海軍才完成這些艦艇的建造，但此時其他參與國已因計劃延誤而相繼退出。
飛馬級採用獨特的混合動力系統：在水面航行狀態時，由兩具800匹馬力（600千瓦特）的渦輪增壓梅賽德斯-賓士柴油引擎驅動水噴射推進器（由洛克达因航太控股公司設計），可達到12節（22每小時；14英里每小時）的航速；當切換至水翼模式時，則改由一具通用電氣LM2500燃氣渦輪引擎驅動大型水噴射推進器，此時航速可超過48節（89每小時；55英里每小時）。在武裝配置方面，飛馬級雖然體型小巧卻配備精良，包括兩座四聯裝魚叉反艦飛彈以及1門奧托梅萊拉76公釐艦炮。
這六艘飛馬級水翼艇均由波音位於西雅圖華盛頓湖南端的連頓廠區建造完成，並以基韋斯特海軍航空站為母港。主要承包商還包括：負責MK 92 Mod 1射控系統的史派裏公司、生產WM 28射控系統的泰勒斯荷蘭分公司與史派裏公司（後者為授權生產）、提供76毫米艦砲的奧托梅萊拉，以及負責設計支援的NAVSEC。

該級艦的技術可追溯至早先的圖克姆卡里號水翼巡邏艇，該艦在越戰期間表現良好，但最終在波多黎各擱淺。相較於同期由格魯曼公司建造的弗拉格斯塔夫號水翼巡邏艇，圖克姆卡里號的技術更加先進，評價也普遍較好，因此海軍後續也與波音續簽建造飛馬座級。而波音後來也將水翼技術應用到民用艦船上如波音929。
在服役僅10餘年後，飛馬級就因作戰效益與成本考量而退役。該級艦中僅有牡羊座由民間組織修復作為紀念艦，現展示於密蘇里州加斯科內德。其餘同型艦均遭拆解，其中雙子座號雖曾在2000年代改裝為豪華遊艇，但最終仍在2010年代遭棄置，並於2017年報廢。

## 同級艦
| 艦名     | 舷號  | 造船廠       | 下水       | 服役       | 退役       | 結局                                                                                |
| -------- | ----- | ------------ | ---------- | ---------- | ---------- | ----------------------------------------------------------------------------------- |
| 飛馬座號 | PHM-1 | 波音海洋工程 | 1974-11-09 | 1977-07-09 | 1993-07-30 | 於1996年8月19日出售拆解                                                             |
| 武仙座號 | PHM-2 | 波音海洋工程 | 1982-04-13 | 1982-12-18 | 1993-07-30 | 於1996年8月19日出售拆解                                                             |
| 金牛座號 | PHM-3 | 波音海洋工程 | 1981-05-08 | 1981-10-10 | 1993-07-30 | 於1996年8月19日出售拆解                                                             |
| 天鷹座號 | PHM-4 | 波音海洋工程 | 1981-09-16 | 1982-06-26 | 1993-07-30 | 於1996年8月19日出售拆解                                                             |
| 牡羊座號 | PHM-5 | 波音海洋工程 | 1981-11-05 | 1982-09-18 | 1993-07-30 | 於1996年開始作為博物館艦停泊於密蘇里州加斯科內德                                    |
| 雙子座號 | PHM-6 | 波音海洋工程 | 1982-02-17 | 1982-11-13 | 1993-07-30 | 於1996年8月19日出售拆解，後被一位私人收藏家買下並改裝成遊艇，並於2010年代報廢並拆解 |

## 外部連結
- Boeing page
- USS Aries PHM-5 Hydrofoil Memorial, Inc. - Brunswick, Missouri